# Abdolfattah Soltani

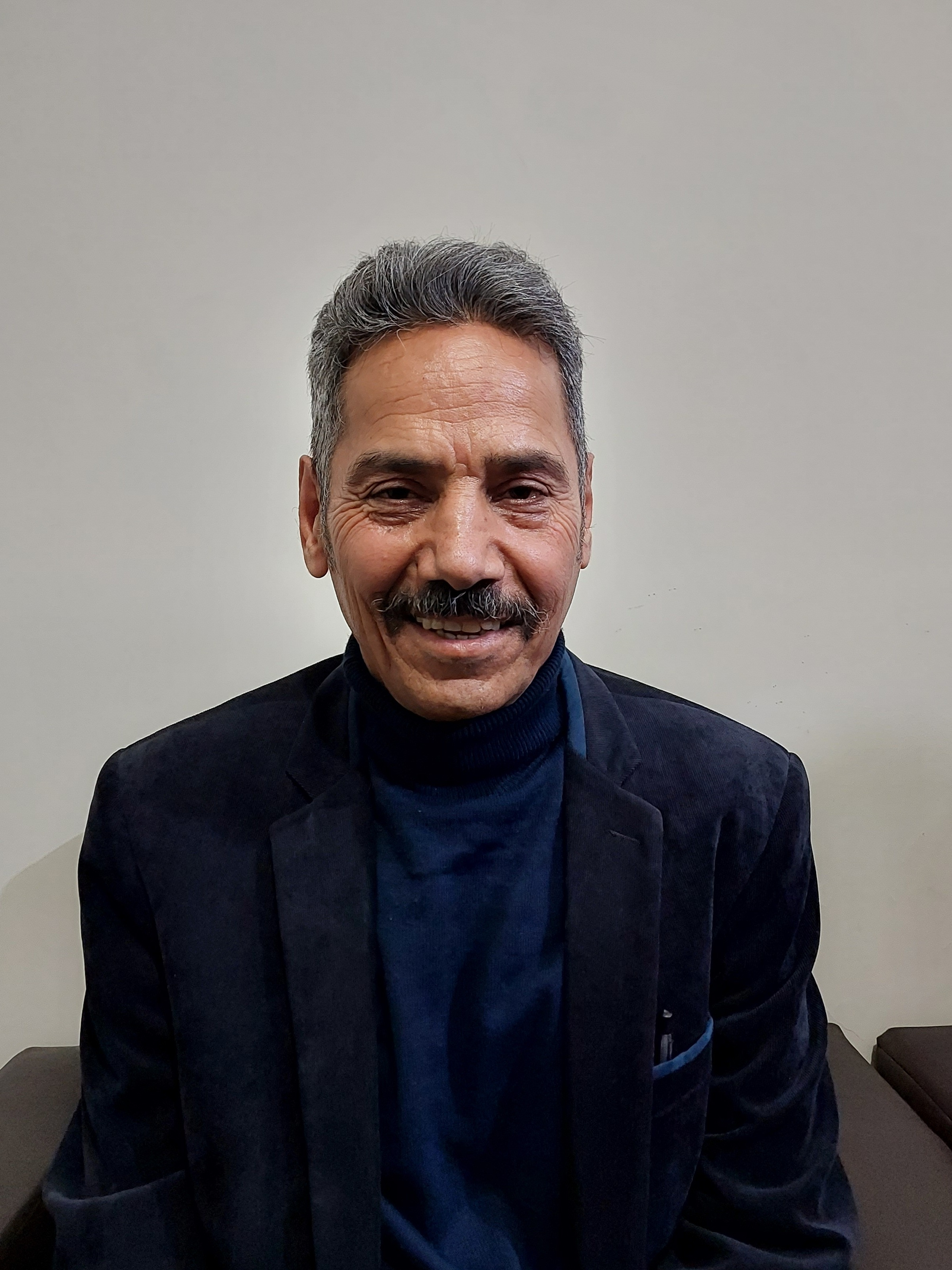
Abdolfattah Soltani (2023)

Abdolfattah Soltani (persisch عبدالفتاح سلطانی; * 2. November 1953) ist ein iranischer Rechtsanwalt und Mitglied des Teheraner Zentrums für Menschenrechtsverteidiger, das er gemeinsam mit der Nobelpreisträgerin Shirin Ebadi 2002 gründete. Er ist Träger des Internationalen Nürnberger Menschenrechtspreises 2009.

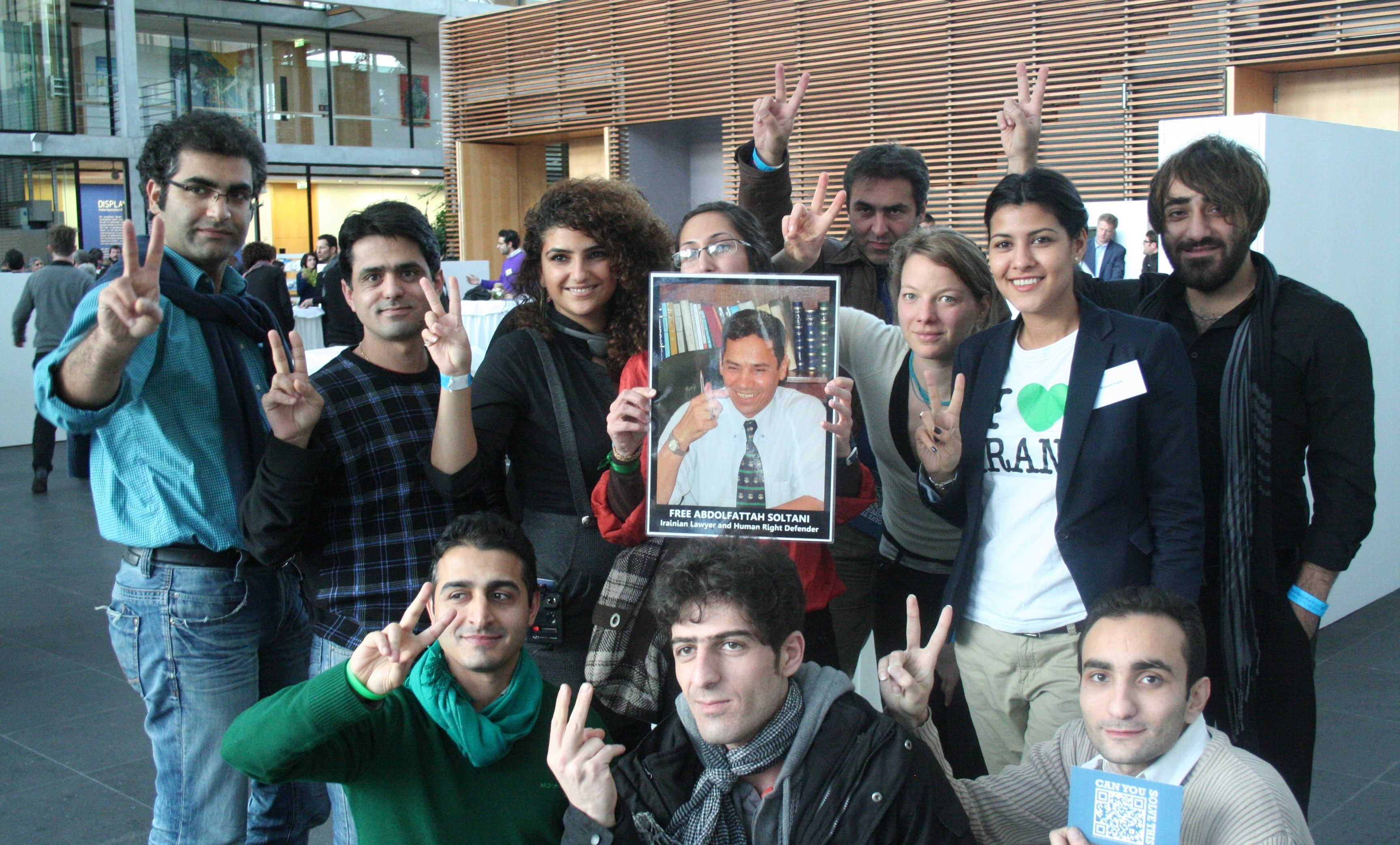
Protestaktion für die Freilassung Soltanis auf der Inside Iran-Konferenz in Berlin (2011)

## Leben
Abdolfattah Soltani vertrat im Rahmen seiner Tätigkeit als Rechtsanwalt im Iran mehrfach politische Gefangene und deren Angehörige, darunter unter anderen den Journalisten Akbar Gandschi, die Eltern der in Untersuchungshaft ermordeten kanadisch-iranischen Journalistin Zahra Kazemi und als einer der wenigen Anwälte die Bahai.
Im Jahre 2005 verbrachte Soltani 219 Tage im Gefängnis, davon 43 in Einzelhaft. Das Center for Advocates of Human Rights, eine international tätige Nichtregierungsorganisation, protestierte mehrfach erfolglos gegen die Inhaftierung Soltanis. 2006 wurde er zu fünf Jahren Haft verurteilt, vier Jahre Haft wegen der „Offenlegung vertraulicher Unterlagen“ und ein Jahr aufgrund von „Propaganda gegen das System“. Am 28. Mai 2007 wurde er von allen gegen ihn seit seiner Festnahme im Juli 2005 vorgebrachten Anklagen freigesprochen. Seither hat man ihn daran gehindert, aus dem Iran auszureisen.
Am 16. Juni 2009 wurde Soltani nach den Iranischen Präsidentschaftswahlen 2009 und den darauf folgenden Protesten in seinem Büro ohne Angabe von Gründen und ohne Haftbefehl erneut verhaftet. Der Aufenthaltsort von Soltani wurde von den iranischen Behörden zunächst geheim gehalten; Soltani wurde jede Kontaktaufnahme mit der Außenwelt verwehrt. Mittlerweile wurde er in das Teheraner Evin-Gefängnis verbracht und wird dort in Einzelhaft festgehalten. Die Verhaftungen werden als Zeichen massiver Unterdrückung der politischen Opposition im Iran, als deren Mitglied Soltani als Anwalt für Menschenrechte gilt, interpretiert.
Im Namen der Stadt Nürnberg und der Jury des Internationalen Menschenrechtspreises protestierte im Juni 2009 unter anderem auch der Nürnberger Oberbürgermeister Ulrich Maly gegen die Festnahme Soltanis und forderte unter Berufung auf den vom Iran ratifizierten Internationalen Pakt über bürgerliche und politische Rechte die unverzügliche Freilassung.
Am 27. August 2009 wurde Soltani schließlich auf Kaution freigelassen. Als Kaution habe die Familie die Eigentumsurkunde von Soltanis Rechtsanwalts-Kanzlei hinterlegt.
Die iranische Regierung verweigerte Soltani am 2. Oktober 2009 am Flughafen in Teheran die Ausreise aus dem Iran zur offiziellen Preisverleihung des Internationalen Menschenrechtspreises. Am 4. Oktober 2009 wurde Soltani der Internationale Menschenrechtspreis 2009 während eines Festaktes im Opernhaus Nürnberg in Abwesenheit verliehen. Stellvertretend nahm seine Ehefrau Masoumeh Dehghan den Preis entgegen. 2012 wurde Masoumeh Dehghan hierfür von einem Gericht im Iran zu einem Jahr Gefängnis auf Bewährung und einem fünfjährigen Ausreiseverbot verurteilt, da sie anstelle ihres Mannes den Preis entgegengenommen hatte.

## Verurteilung
Kurz nach den iranischen Parlamentswahlen 2012 wurde Soltani zu 18 Jahren Haft und anschließendem Berufsverbot für 20 Jahre verurteilt. Verurteilt wurde er für die „Annahme eines ungesetzlichen Preises“, „regimefeindlicher Propaganda“, „Versammlung und Verdunklung mit systemfeindlichen Absicht“ und der „Gründung des Zentrums zum Schutz der Menschenrechte“.
In einer Berufungsverhandlung im Juni 2012 wurde die Strafe auf 13 Jahre reduziert. Ein Angebot, die Strafe weiter zu reduzieren, wenn er sich öffentlich von Ebadi distanziere, habe er laut seiner Tochter ausgeschlagen.

## Freilassung
Am 21. November 2018 wurde Soltani auf Bewährung freigelassen. Die Bewährungszeit beträgt fünf Jahre.